# Rooms-Katholiek Kerkhof (Zwolle)

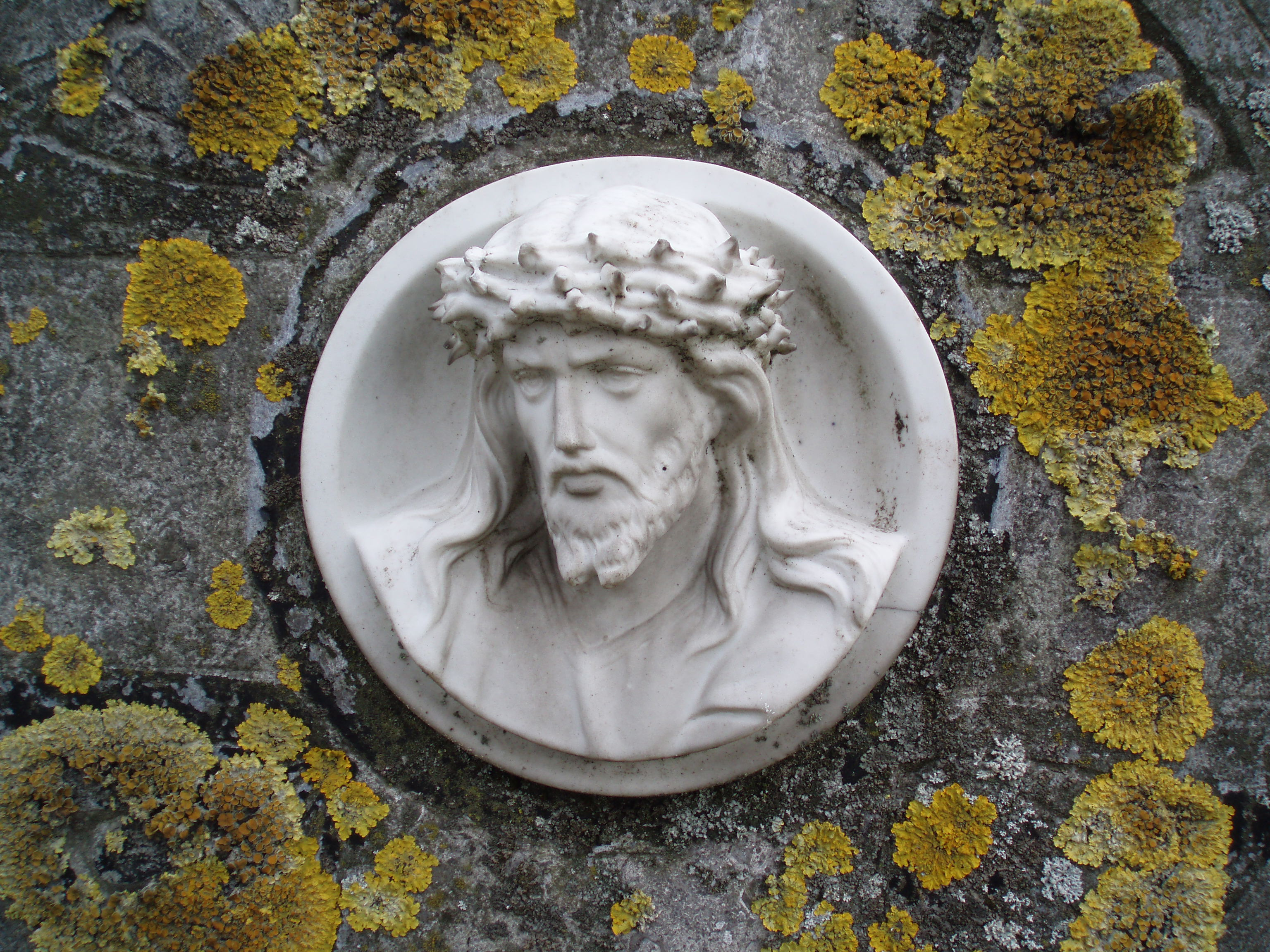
Groot dooiermos op een grafsteen.

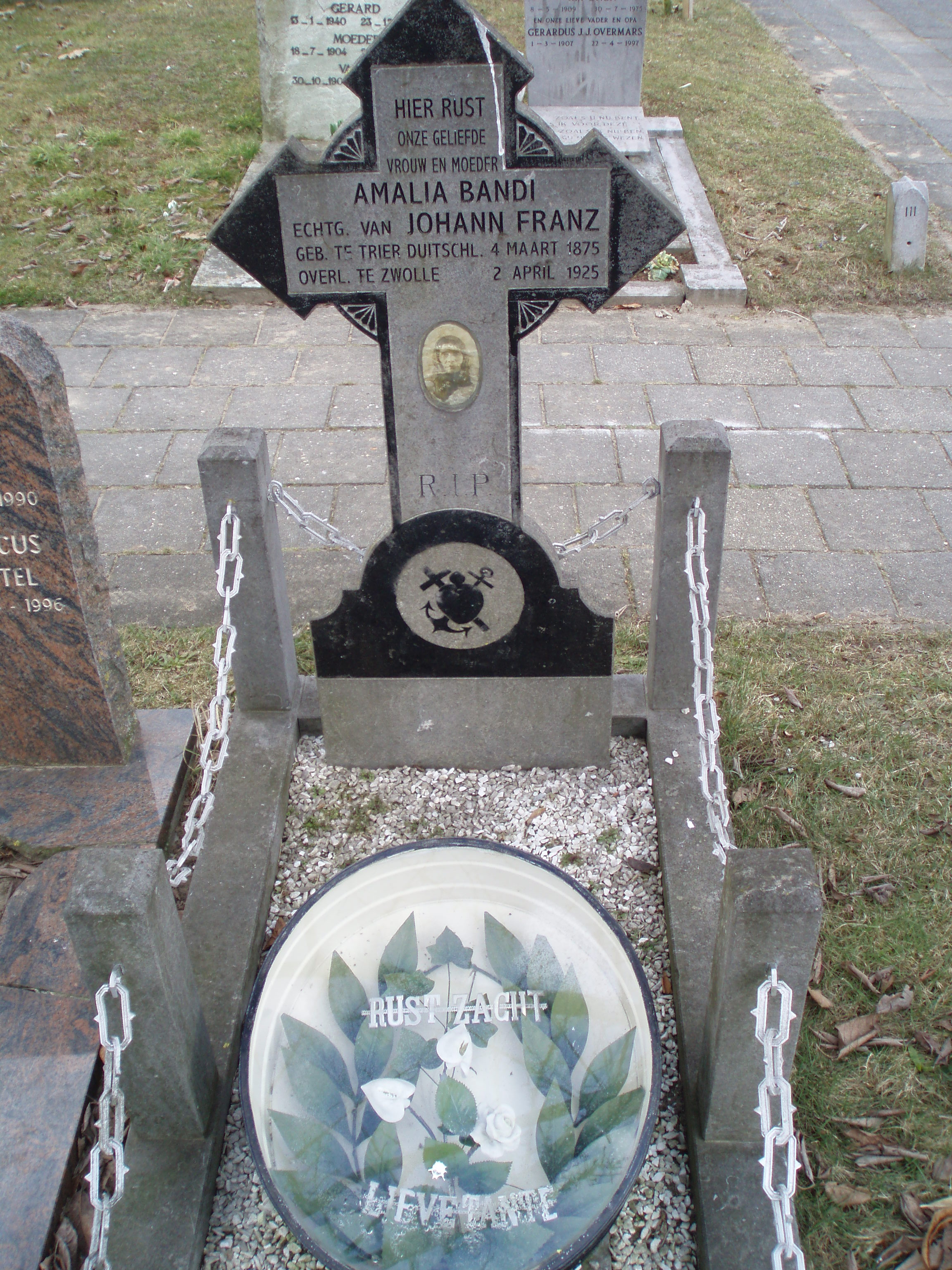
Graf van Amalia Bandi met graftrommel.

Het Rooms-Katholiek Kerkhof is een begraafplaats aan de Bisschop Willebrandlaan 62 in Zwolle. De gehele begraafplaats is in 1998 aangewezen als beschermd monument.

## Geschiedenis
Reeds in 1827 werd er door de katholieke gemeenschap in Zwolle een poging gedaan op de gronden in bezit te krijgen waar heden ten dage het kerkhof gesitueerd is. Dit mislukte omdat er niet genoeg geld beschikbaar was. In 1840 verklaarde baron Van Lamsweerde dat hij de kosten van de aankoop van de gronden voor zijn rekening wilde nemen. Het terrein werd voor f 3275,- aangekocht van Gerrit Jeurink, waarna op 5 juni van datzelfde jaar de eerste steen van de toegangspoort werd gelegd door Van Lamsweerde. Nadat het terrein was opgehoogd, werd op 21 september 1841 de begraafplaats ingewijd. Dat het terrein is opgehoogd is goed te zien door achter de kapel over de muur te kijken. Het oudste graf stamt ook uit 1841.

Aanvankelijk werd er vrijstelling verkregen voor het bouwen van de destijds verplichte muur rondom de begraafplaats. Waarschijnlijk had dit te maken met het feit dat de ernaast gelegen Algemene begraafplaats ook niet omgeven was door een muur.

In de kerken werd gecollecteerd voor de inrichting van de begraafplaats. Hiervan werd de kapel gebouwd die gewijd is aan de Heilige Maagd Maria en de aartsengel Michaël. Deze laatste is de beschermheilige van de stad Zwolle. Naar hem is ook de Grote of Sint-Michaëlskerk vernoemd. De eerste kapel op deze plek werd al in 1882 vervangen door het huidige neogotische bouwwerk, dat werd ontworpen door Alfred Tepe. De reden van deze snelle vervanging is onbekend. De bouw van de nieuwe kapel is mogelijk gemaakt door een schenking van Paulina Vos - de Wael. De kapel is in 2005 gerestaureerd. Aan weerszijden van de ingang bevinden zich naamplaten van pastoors en geestelijken van de Sint-Michaël en Onze-Lieve-Vrouwe parochies. Hier is ook een naamplaat te zien van J.W. van Kessel, Aartspriester van Salland en Drenthe.

Ook werd er een toegangspoort aangelegd. In deze poort bevindt zich een plaquette met de tekst:
De eerste steen gelegd door den heer Mr. F.W.J.A. Baron van Lamsweerde op den 5e juni 1841 gever van dezen akker.
Toen bleek dat er hierna nog geld over was, werd alsnog een 250 meter lange muur rondom het kerkhof gebouwd. Deze muur is op enkele plaatsen aan het verzakken (2008). In 1998 is een gedeelte van de muur gerestaureerd, omdat deze op instorten stond. De muur is een biotoop voor verschillende planten en dieren. In 2008 bleek dat de muur aan restauratie toe was: scheuren, gaten, hellende delen. Deze restauratie kost 285.000 euro.

## Onderdelen
Naast de kapel, de toegangspoort en de muur, bestaat het rooms-katholieke kerkhof uit nog meer kenmerkende onderdelen.

In het midden van het hoofdpad staat een gietijzeren kruisbeeld uit 1853 dat in Parijs is gegoten.

Bij de ingang van de kapel bevindt zich, onder de betegeling, de priesterkelder. Hier werden kerkelijke en burgerlijke hoogwaardigheidsbekleders bijgezet. De namen van deze overledenen staan op de gevel van de kapel.

Vlak bij de toegangspoort bevindt zich een baarhuisje uit 1882. In 2001 is de restauratie hiervan voltooid.

Op het voorplein bevindt zich een kunstwerk van Ard Jongsma, getiteld Vorm versus restvorm. Op het kinderveldje staat een beeld van Hans van Coevorden met de titel Geloof, hoop en liefde. Dit is een gestileerde weergave van een man en een vrouw die zodoende een kruisvorm aannemen.

Buiten de oude muur is in 1995 een nieuw gedeelte gerealiseerd dat is ontworpen door landschapsarchitecte Ada Wille. Dit gedeelte is te bereiken via een doorgang in de oude muur.

## Graven van bekende Nederlanders en Zwollenaren
In de loop der jaren zijn er ruim 20.000 mensen begraven op het kerkhof.

### Amalia Bandi
Amalia Bandi (Trier, 4 maart 1875 - Zwolle, 12 april 1925)*. De rouwstoet trok samen met een muziekkorps naar de begraafplaats. Als een soort grafgift, werden er hierna nog lange tijd flessen drank leeggegoten op haar graf door zigeuners uit heel Nederland.

Op het graf staat een zandstenen kruis waarop een ovaal portretje van Amalia Bandi is aangebracht. Bijzonder is ook de graftrommel op dit graf. In deze met een glasplaat afgesloten trommel zitten kunstbloemen en de wens Rust zacht, lieve tante.
Amalia Bandi was gehuwd met Johann Franz.
*In februari 2025 werd geconstateerd, dat haar gezin in 1913 te 's Gravenhage werd geregistreerd. In die registratie staat, dat Johann Franz werd geboren op 12 mei 1870 te Hagenau en dat Amalia Bandi werd geboren op 12 maart 1869 te Sittard. Ze kregen ten minste zes kinderen, al werd dochter Marie, geboren in 1909, in 1913 niet geregistreerd. 
Op de foto van het grafmonument lijkt te staan, dat ze overleed op 2 april 1925, terwijl in de overlijdensakte staat, dat het op 12 april 1925 was. Er zijn echter meer delen van de tekst op het monument, waarvan de zwarte verf verdwenen is. 
In een registratie te Amsterdam, vanwege uitschrijving, staat dat Johann Franz werd geboren 12 mei 1875 te Hagenau en dat Amalia Bandi werd geboren op 12 augustus 1868, waarbij Hagenau simpelweg, onder de geboorteplaats van haar man, bij haar werd aangehaald, alsof Amalia Bandi daar ook werd geboren.
Geboorteaktes kunnen de ware geboortedata en -plaatsen bewijzen, maar die ook vínden, is werk voor een die hard genealoog. Overigens, er bestaan meerdere dorpen in Duitsland die Hagenau heten, maar het ligt meer voor de hand dat het ging om de Franse stad Haguenau.

### Wilhelmus Johannes Anthonie Pieter Créman
Wilhelmus Johannes Anthonie Pieter Créman was beiaardier en organist in de Grote of Sint-Michaëlskerk in Zwolle.

### Herman van Sonsbeeck
Herman van Sonsbeeck (Zwolle, 24 juli 1796 – Heino, 29 november 1865) was in het eerste kabinet-Thorbecke minister van Buitenlandse Zaken en Minister van Zaken der rooms-katholieke Eredienst. Ook was hij lid van de Raad van State.

### Arnoldus Johannes Vos de Wael
Arnoldus Johannes Vos de Wael (1787-1859) was burgemeester van Zwolle, Eerste- en Tweede Kamerlid en lid van de Raad van State.

### Hans Jozef van Wiechen
Dr. Hans Jozef van Wiechen (1912-1978) was huisarts, medisch directeur van ziekenhuis de Weezenlanden, legerarts in Indië, en grondlegger van het Spastisch Centrum, het latere Vogelweijde, nu onderdeel van de Vogellanden.

## Flora en fauna
Oude begraafplaatsen zijn vaak biotopen voor allerlei planten en dieren. Op het Rooms-Katholiek kerkhof zijn op de omringende muur de muurvaren en het groot dooiermos te vinden. Laatstgenoemde komt ook op vele grafstenen van de begraafplaats voor, evenals gewoon schildmos.

Het roodborstje en de merel hebben van het kerkhof hun leefgebied gemaakt.
Begraafplaats Bergklooster · Begraafplaats Het Heilige Kruis · Joodse Begraafplaats Kuyerhuislaan · Algemene Begraafplaats Kranenburg · Algemene Begraafplaats Meppelerstraatweg · Rooms-Katholiek Kerkhof · Graf van Lepejou · Grote of Sint-Michaëlskerk